# لويز شوفالييه (ممثلة)
لويز شوفالييه (بالفرنسية: Louise Chevalier)‏ هي مغنية وممثلة فرنسية، (ولدت في ليون في فرنسا 1774  م).